# Martin-chasseur des Samoa
Todiramphus recurvirostris
Espèce
Statut de conservation UICN

 LC  : Préoccupation mineure
Le Martin-chasseur des Samoa (Todiramphus recurvirostris) est une espèce d'oiseaux appartenant à la famille des Alcedinidae.

## Répartition
Il est endémique aux Samoa.